# Челухоево
Челухо́ево (телеут. Ары-Пайат) — село в Беловском районе Кемеровской области. Входит в состав Бековского сельского поселения.

## География
Центральная часть населённого пункта расположена на высоте 195 метров над уровнем моря. Расположено на р. Большой Бачат.

## История
Село основано в XVIII в. телеутами Челухоями (Челухоевыми), по фамилии которых и называется. До 1917 года входило в состав Телеутской волости Кузнецкого уезда Томской губернии и официально называлось Челухоевским улусом. С момента образования Челухоевского (Челухойского) сельсовета в 1926 году, село являлось его административным центром. В 1931 году Челухоевский сельсовет был объединён с Шандинским с последующим образованием на их территории Бековского сельсовета. В 1968 году имело статус деревни и входило в состав Зареченского сельсовета Беловского района.
| Год учёта | Статистические сведения | Статистические сведения | Статистические сведения                                   |
| Год учёта | Население               | Домохозяйства           | Объекты социально-экономического и культурного назначения |
| --------- | ----------------------- | ----------------------- | --------------------------------------------------------- |
| 1859      | 276                     | 55                      |                                                           |
| 1911      | 471                     | 63                      |                                                           |
| 1968      | 472                     | 114                     | Начальная школа. Медпункт                                 |

## Население
По данным Всероссийской переписи населения 2010 года, в селе Челухоево проживает 615 человек (285 мужчин, 330 женщин).